# Průrazka
Průrazka resp. průrazová bleskojistka je ochranné elektrotechnické zařízení, které je vodivě spojeno se stožárem, jenž tvoří trakční podpěru, a které je připojeno vodičem o průměru 10 milimetrů ke koleji. Z důvodu odizolování kolejí (rušení zabezpečovacích zařízení a jiných signálů vysílaných do kolejí) se používají zařízení, která díky vložce propustí pouze vyšší elektrické napětí než
1. 250 V – místa veřejnosti přístupná
2. 500 V – veřejnosti nepřístupná

Používá se v prostoru ohroženém trakčním vedením (POTV) kde by mohlo dojít k výskytu nebezpečného dotykového napětí. V tomto prostoru musí být osazena všechna vodivá místa – stožáry TV, mosty, ploty, okapy – vše, kde by se mohlo dostat napětí při dotyku vodiče pod napětím vyjma vodivých staveb nebo konstrukcí malých rozměrů, které neobsahují ani nepodpírají elektrická zařízení, jako jsou kryty kanálů, návěstní sloupky, sloupky výstražných křížů přejezdů, návěstní upozorňovadla, nádoby na odpadky, zábradlí a nebo konstrukcí, které nepřesahují délku 2 m a více od kolmého průmětu živé části trolejového vedení na zem.  

## Používané typy
- jednorázové
- opakovatelné